# 那也無妨，療癒客棧
《那也無妨，療癒客棧》為韓國 2018年Naver V Live播出的半自傳網絡劇，由女團fromis_9成員以本名出演，節目主軸以盧知宣學懂料理的原因，為客棧客人提供療癒服務，但每組客人只逗留兩天一夜，也不會同時入住。。成員張圭悧因錄製此節目時正參加另一韓綜《Produce 48》，因而沒有參與錄製，只在後序的最後一句聲演。節目於2018年10月15至20日，韓國時間每晚7時首播。
第二季於2019年1月7日（李賽綸生日）取景，張圭悧參與錄製。2019年2月13、18、20日，以兩部分微電影形式播出。以倒敘形式，懷緬9人同時入住兩天一夜的時間。

## 節目名稱緣由
- 節目名稱來自英語「Healing」（療癒、恢復）和 「Inn」（客棧、旅店）的分拆體。
- 因為韓語的「회복회」，與中文、粵語的「恢復會」是諧音，所以也以此翻譯。

## 演員陣容

### 主要人物
| 演員   | 角色   | 介紹 | 介紹 |
| 演員   | 角色   | （第一季） | （第二季） |
| 盧知宣 | 盧知宣 | 客棧老闆和伙食擔當，fromis_9中心／宿舍伙食擔當。有「盧長今」暱稱。從九歲開始，因為父母因為工作而常不在家，所以開始學習烹飪。熟悉日、韓、義式菜，擅長烹調蔬果、魚類和貝類。喜歡購物、手工藝和烹飪。弱點：手和口比例上都很小。 | 與其他團員同時入住，轉攻烘培和甜點。                                                                               |
| 李瑞淵 | 李瑞淵 | 客棧兼職店員，fromis_9宿舍清潔擔當。本來也是旅客，當時為了離家。喜歡在客棧沒有客人時在外閒逛，跟宋河英一樣喜歡木瓜味冰棒，和慵懶、緩慢的生活。                                                                               | 與其他團員同時入住，轉攻烘培和甜點。                                                                               |
| 朴池原 | 朴池原 | 旅客，李采映的旅行夥伴。fromis_9隊中（瑞淵除外）最矮的成員和主唱，為了長高而喜歡嘗試多種偏方。喜歡吃放，個性樂觀。 | 與采映喜歡巧克力甜點，嗓門大，講話大聲，但聽力靈敏。                                                               |
| 李采映 | 李采映 | 旅客，朴池原的旅行夥伴。fromis_9隊中最高的成員，常常調侃矮小的池原，但深怕自己的浮腫體質而不敢吃東西，對蘋果、櫻桃和桃子過敏。喜歡運動，對萬物充滿新奇。                                                                     | 與池原喜歡巧克力甜點和怕冷，但深怕自己的浮腫體質而不敢吃東西。聽力很好，即使講話小聲的盧知宣都聽得見，但刀工很差。 |
| 李賽綸 | 李賽綸 | 旅客，白知憲的旅行夥伴。fromis_9老大／隊長，多愁善感，個性謹慎，討厭失誤。旅行是唯一能讓她放鬆的時候。 | 偏右手的雙撇子。入住當天正是她的生日（1月7日）。                                                                   |
| 白知憲 | 白知憲 | 旅客，李賽倫的旅行夥伴。fromis_9老么，視力與隊中成員比較很差，喜歡看書、繪畫（小學時有得獎），討厭昆蟲和鬼，服從性強。 | 有寫日記的習慣，常把李賽倫（1月7日）和李瑞淵（1月22日）的生日日期搞混。跟李采映一樣討厭恐怖片。                    |
| 宋河英 | 宋河英 | 旅客，fromis_9創作人／副隊長，喜歡甜食，對自己的日記／記事簿如珍如寶。 | 因為喜歡的甜食與娜炅一樣，而一起弄鯛魚燒。她覺得新客棧的周圍，跟她在光州老家的環境相似。                           |
| 李娜炅 | 李娜炅 | 旅客，fromis_9中文擔當，喜歡獨自旅行，和在名勝古蹟拍照。因為15歲時曾在中國留學，想念在中國的朋友，也養成吃夜宵，和喝冷巧克力奶的習慣，跟媽媽感情很好。                                                                       | 本人極度怕獨處，所以常被李瑞淵抓包，假裝跟家人打電話。                                                             |
| 張圭悧 | 張圭悧 | 第一季後序最後聲演，錯過夏季營業時期。 | 第二季的新旅客，Fromis_9第二高團員。                                                                               |

## 集數列表
| 集數   | 篇名            | 標題                     |
| ------ | --------------- | ------------------------ |
| 前序   | 盧知宣篇        | 《歡迎來到療癒客棧》     |
| 第一集 | 朴池原&李采映篇 | 《如果那樣就好了》       |
| 第二集 | 李賽綸&白知憲篇 | 《需要那樣的日子》       |
| 第三集 | 宋河英&李瑞淵篇 | 《…那個時間》            |
| 第四集 | 李娜炅篇        | 《一顆渴望的心》         |
| 後序   | 不適用          | 《我想告訴你：這沒關係》 |

## 菜單
- 檸檬水
- 桃子果醬吐司
- 鮭魚刺身拌飯配時菜沙拉
- 煎刀魚塊
- 水果刨冰
- 比目魚刺身配白菜葉、醬油、苦椒醬、山葵
- 鱈魚湯配大根、西蘭花、貝類
- 鹽炸魚配紅椒和洋蔥汁
- 巧克力泥餅（第二季）
- 紅豆鯛魚燒（第二季）
- 雜菜湯+麵疙瘩（第二季）
- 日式什錦海鮮菇類鍋（第二季）